# عمليات حرق الكتب النازية

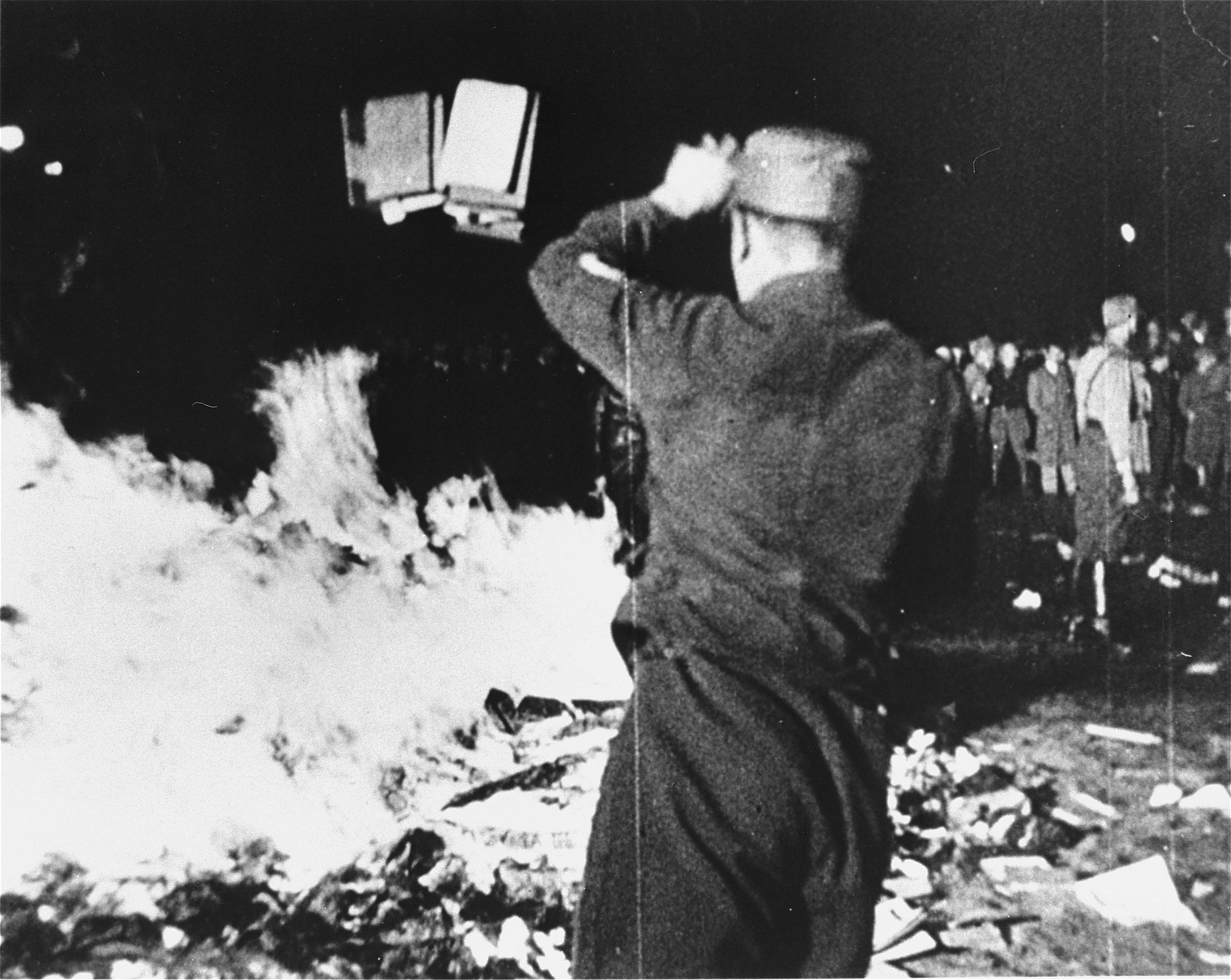
حرق الكتب في برلين، مايو عام 1933.

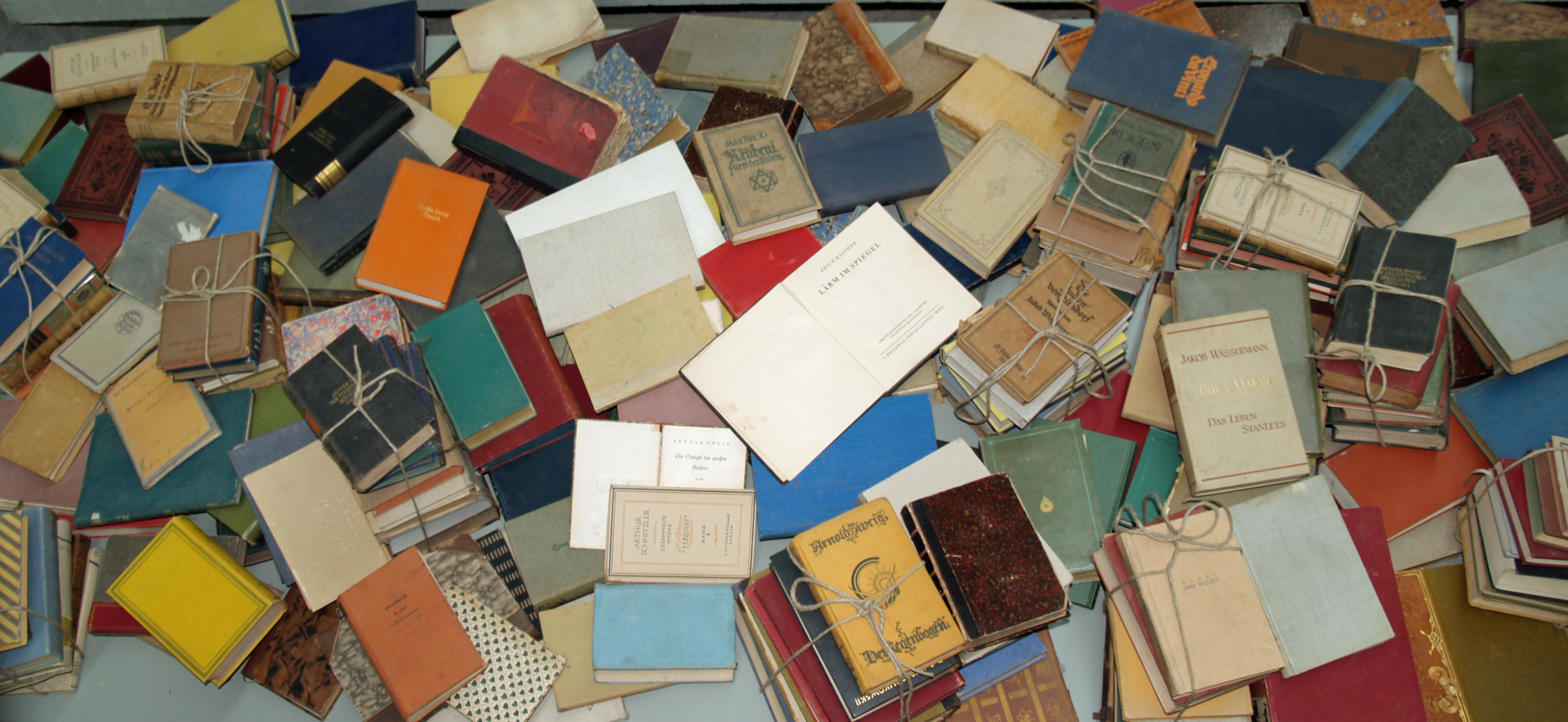
عرض أمثلة من الكتب التى أحرقت من قبل النازيين في ياد فاشيم.

كانت عمليات حرق الكتب النازية حملة من قبل اتحاد الطلاب الألماني للاحتفال بحرق الكتب في ألمانيا النازية والنمسا في الثلاثينيات من القرن الماضي. وكانت الحملة تستهدف حرق الكتب تلك ينظر إليها على أنها تخريبية أو تمثل أيديولوجيات معارضة للنازية. وشملت هذه الحملة الكتب التي كتبها المؤلفون اليهود والسلاميين والدينيين والكلاسيكيين الليبراليين، واللاسلطويين، والاشتراكيين، والشيوعيين.

## حملة حرق الكتب

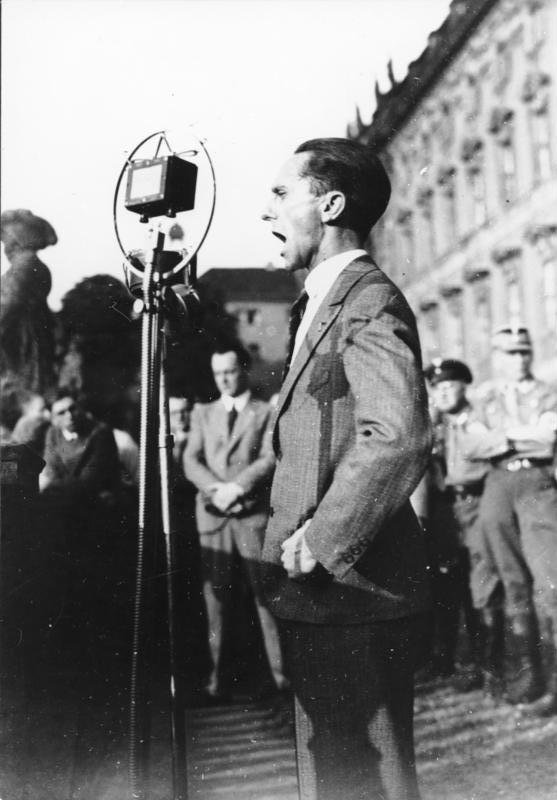
غوبلز يتحدث في تجمع سياسي ضد مؤتمر لوزان (1932)

في 8 أبريل، عام 1933، أعلن المكتب الرئيسي للصحافة والدعاية التابع لاتحاد الطلاب الألماني عن حملة على الصعيد الوطني، «العمل ضد الروح غير الألمانية»، والتي كانت تهدف إلى تطهير أدبي أو تطهير بالنار ("Säuberung"). وكانت الفصول المحلية تزود الصحافة بالمنشورات والمقالات، برعاية شخصيات نازية معروفة للتحدث في التجمعات العامة، والتفاوض على وقت للبث الإذاعي. في الثامن أبريل، قام اتحاد الطلاب أيضا بصياغة الإثني عشر رسالة التي أثارت عن عمد مارتن لوثر والحرق التاريخي للكتب «غير الألمانية» في مهرجان وارتبورغ (Wartburg festival) في الذكرى السنوية الـ300 لنشر رسائل لوثر الخمس وتسعين. دعت هذه الرسائل إلى لغة وثقافة وطنية صافية. وكتبت اللوحات هذه الرسائل التي هاجمت «الثقافة اليهودية»، وأكدت على ضرورة «تنقية» اللغة والأدب الألماني، وطالبت الجامعات بأن تكون مراكز للقومية الألمانية. ووصف الطلاب هذا التحرك بأنه رد على حملة تشويه يهودية عالمية ضد ألمانيا ولتأكيد القيم والتقاليد الألمانية.
وفي 10 مايو 1933، قام الطلاب بحرق ما يزيد عن 000 25 مجلد منالكتب الغير ألمانية، مما أدى إلى عصر من رقابة الدولة التي لا تشوبها شائبة. في العديد من المدن الجامعية، سار الطلاب الوطنيون في مسيرات مضاءة ضد الروح الغير ألمانية. دعت الطقوس المكتوبة في هذه الليلة للمسؤولين النازيين، والأساتذة، والرؤساء، وقادة الطلاب للتعامل مع المشاركين والمتفرجين. وفي أماكن الاجتماع، ألقى الطلاب الكتب المنهوبة، والمحظورة في النيران في احتفال كبير تضمن الموسيقى الحية والغناء. في برلين، تجمع حوالي 40,000 شخص في ساحة أوبرا الدولة لسماع جوزيف غوبلز يلقي خطاب ناري: "لا للانحطاط والفساد الأخلاقي!" جوبلز أمر الحشد. "نعم للأخلاق والأدب في الأسرة والدولة! أنا أرمي إلى اللهيب كتابات هاينريش مان، إرنست غلايزر، إريش كستنر.

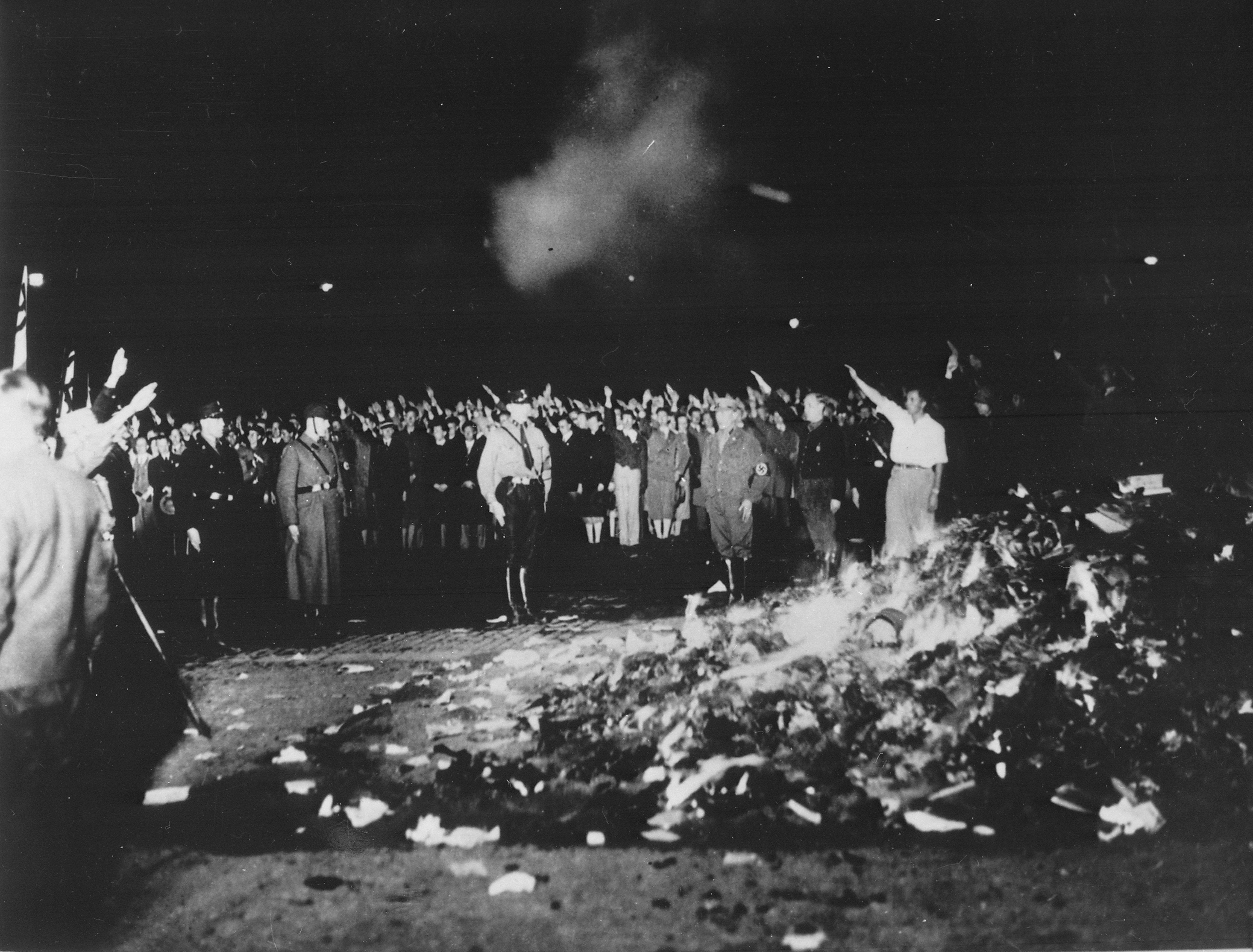
حرق الكتب في برلين.

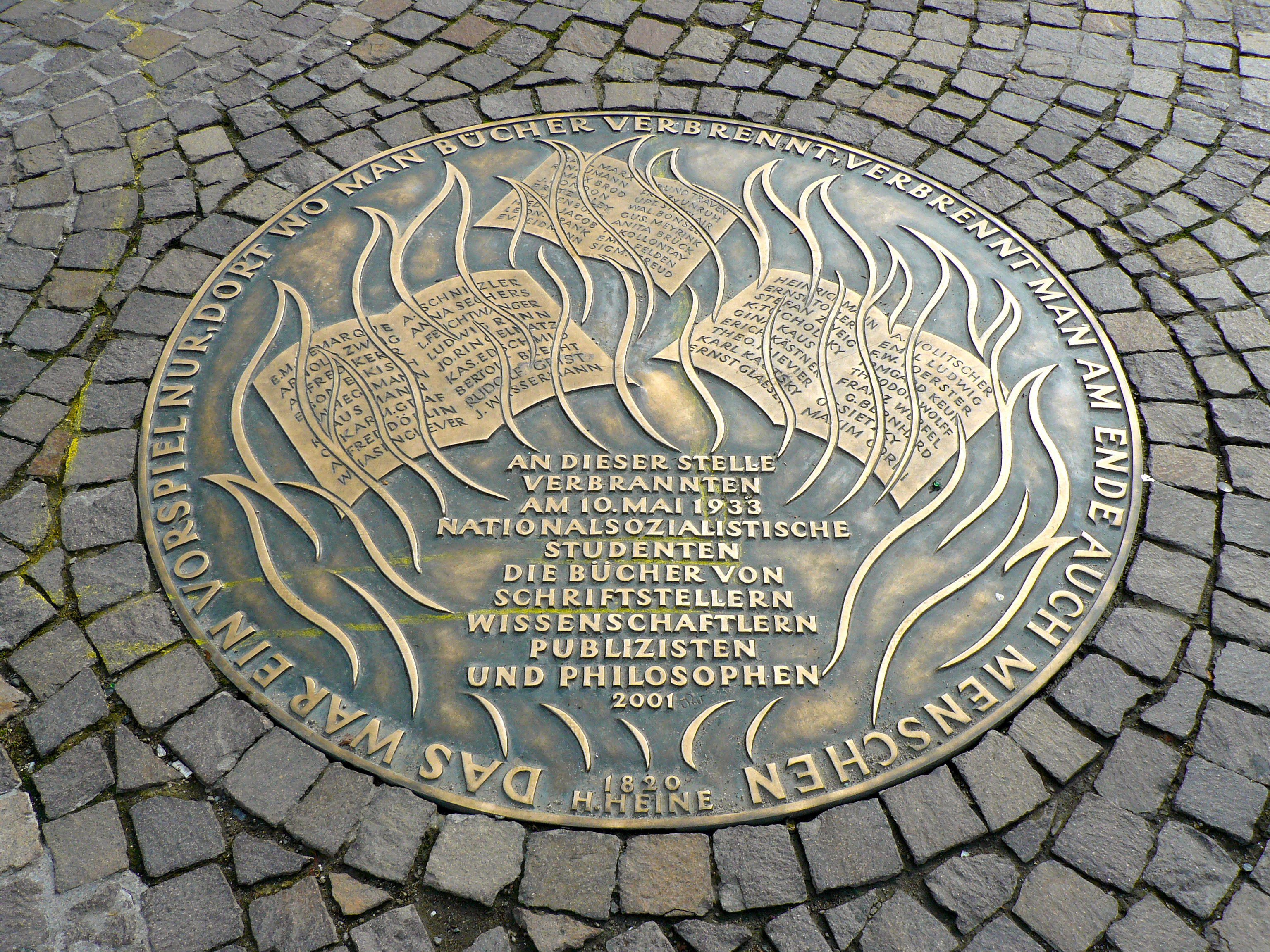
النصب التذكاري لمحرقة الكتب في عام 1933; في ساحة مدينة فرانكفورت،هيس ، ألمانيا.

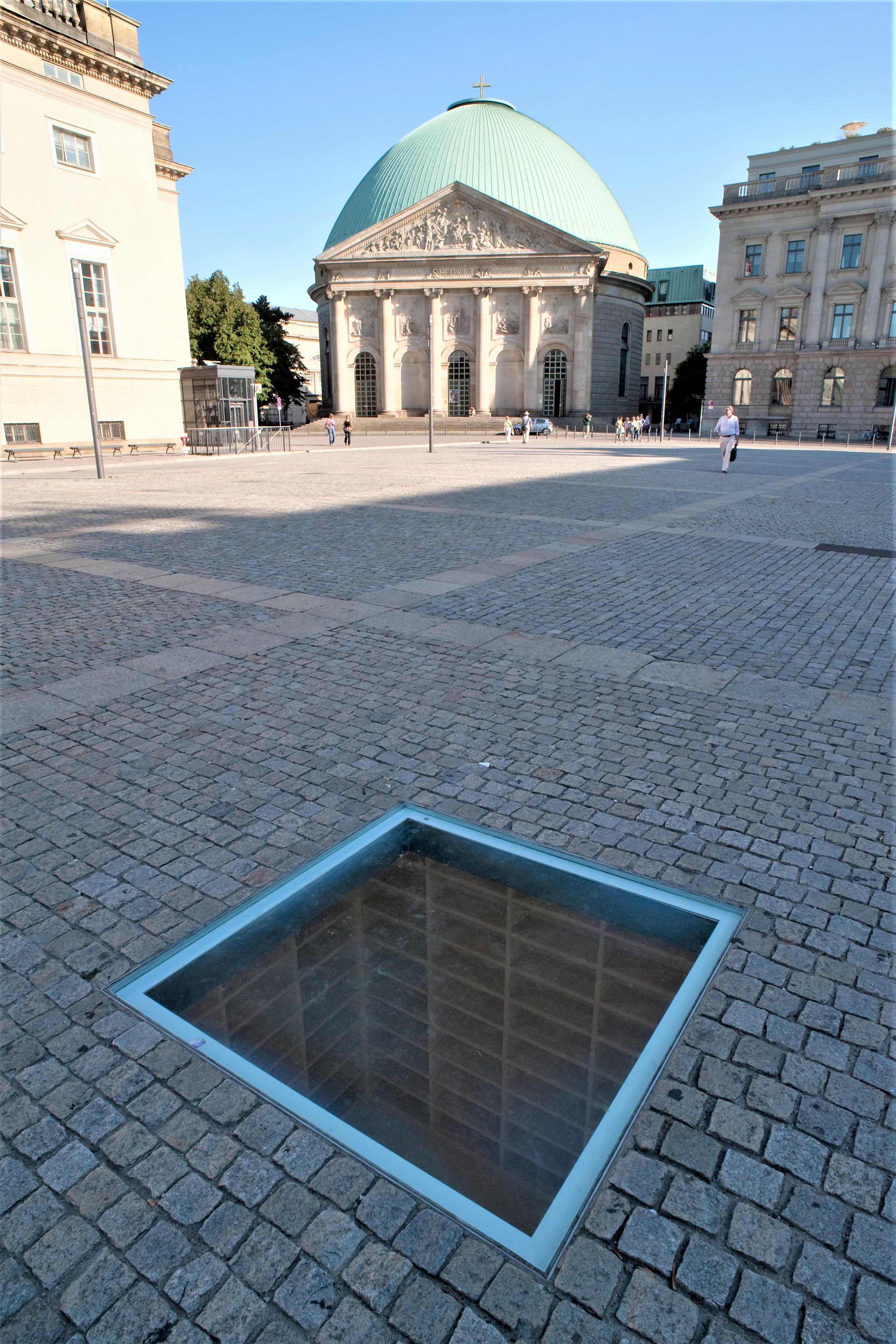
النصب التذكاري لمحرقة الكتب في برلين.

لم يتم حرق جميع الكتب في 10 مايو كما كان اتحاد الطلاب الألماني قد خطط. وأرجئ البعض بضعة أيام بسببالأمطار. والبعض الآخر تم في 21 يونيو، بناء على تفضيل الفصل المحلي، فيما يعرف بالانقلاب الصيفي، وهو تاريخ تقليدي للاحتفال. ومع ذلك، في 34 مدينة جامعية في جميع أنحاء ألمانيا «العمل ضد الروح غير الألمانية» كان ناجحا، مستخدما تغطيةالصحف على نطاق واسع. وفي بعض الأماكن، ولاسيما برلين، جلبت البرامج الإذاعية الخطب والأغاني والخطابات الاحتفالية المباشرة لعدد لا يحصى من المستمعين الألمان.
جميع أنواع الأدب التالية كانت محظورة.
- أعمال الخونة والمهاجرين والمؤلفين من الدول الأجنبية الذين يعتقدون أنها يمكن أن تهاجم وتشوه سمعة ألمانيا الجديدة (ويلس، ورولاند).
- أدب الماركسية والشيوعية.
- الأدب السلمي.
- الأدب الذي يحمل الاتجاهات الليبرالية والديمقراطية والمواقف والكتابات الداعمة لجمهورية فايمار (هاينريش مان).
- جميع الكتابات التاريخية التي تهدف إلى تشويه الأصول، والروح والثقافة لشعب ألمانيا، أو تفكيك النظام العنصري والهيكلي للشعب، أو أن تقلل من قوة وأهمية شخصيات تاريخية بارزة في صالح المساواة أوالجماهير.
- كتابات ذات طبيعة فلسفية واجتماعية يتناول محتواها التنوير العلمي الكاذب للداروينية البدائية (هاكل، بنديكت).
- الكتب التي تدعو إلى الفن المنحط أو البناءية البحتة (غروش، ديكس، باوهاوس، مندلسون).
- كتابات عنالحياة الجنسية والتربية الجنسية التي تخدم متعة الذات المتمثلة في الفرد وبالتالي، تدمر تماما مبادئ العرق والشعب (هيرسكفيلد).
- الكتابات المدمرة والمنحلة وكتابات «الأسفلت والحضارة» الأدبية المدمرة للشعب: (غراف، ستيفان زويغ، واسرمان، فرانز بلي).
- أدب المؤلفين اليهود، بغض النظر عن المجال.
- الأدب الترفيهي الشعبي الذي يصور الحياة وأهداف الحياة بطريقة سطحية وغير واقعية ومرضية، استنادا إلى النظرة البرجوازية أو نظرة الطبقة العليا للحياة؛
- أدب القومية والوطنية الهابط
- المواد الإباحية والأدب الصريح من قبل المؤلفين اليهود.
- كل الكتب المهينة للنقاء الألماني.

## الردود
نشرت الكاتبة هيلين كيلر رسالة مفتوحة للطلاب الألمان: «قد تحرق كتبي وكتب أفضل العقول في أوروبا، ولكن الأفكار التي تحتوي عليها هذه الكتب قد مرت عبر ملايين القنوات، وسوف تستمر».

## المؤلفون المضطهدون
ومن بين المؤلفين الناطقين بالألمانية الذين قام قادة الطلاب باحراق كتبهم تلك الليلة كان هناك والتر بينجامين وإرنست بلوخ وبرتولت بريخت وماكس برود وأوتو ديكس وألفريد دوبلين وألبرت أينشتاين وفريدريك إنجلز وأليون فوشتوانجر ومارييلويس فليير وليونهارد فرانك وسيغموند فرويد، إيوان غول، جورج غروش، ياروسلاف هاسك، فيرنر هيغمان، هاينريش هاين، أودون فون هورفاث، هاينريش إدوارد جاكوب،فرانز كافكا، جورج كايزر، إريش كاستنر، ألفريد كير، إيغون كيش، سيغفريد كراكور، كارل كروس، ثيودور ليسينج، ألكسندر ليرنيت- كارل فون أوسيتسكي، إروين بيسكاتور، ألفريد بولجار، إريش ماريا ريمارك، لودفيغ رين، يواكيم رينجلناتز، جوزيف روث، نيلي، كارل ليبكنشت، جورج لوكاس، روزا لوكسمبورغ، هاينريش مان، كلاوس مان، لودفيغ ماركيوس، كارل ماركس ساشس، فيليكس سالتن، آنا سيغيرز، آرثر سنيتسلر، كارل سترنهيم، برثا فون سوتنر، إرنست تولر، كورت توشولسكي، جاكوب واسرمان، فرانك ويدكيند، فرانز ويرفيل، غريتي ويسكوب، أرنولد زويغ وستيفان زويغ.
وليس فقط المؤلفون الناطقون بالألمانية هم الذين تم احراق كتبهم بل أيضا المؤلفون الفرنسيون مثل فيكتور هوجو وأندريه جيد ورومين رولاند وهنري باربوس، والكتاب الأمريكيين مثل إرنست همنغواي وأبتون سنكلير وثيودور درايزر وجاك لندن وجون دوس باسوس وهيلين كيلر، وأيضا المؤلفين الإنجليزيين،جوزيف كونراد ود. لورانس وألدوس هكسلي والكاتب الأيرلندي جيمس جويس والكتاب الروس بما فيهم فيودور دوستويفسكي ومكسيم غوركي وإسحاق بابيل وفلاديمير لينين وفلاديمير نابوكوف وليو تولستوي وليون تروتسكي وفلاديمير ماياكوفسكي وإيليا إهرينبورغ.
ويمثل حرق الكتب اضطهادا لأولئك المؤلفين الذين عارضت آرائهم الشفوية أو الكتابية الأيديولوجية النازية. تم حظر العديد من الفنانين والكتاب والعلماء من العمل والنشر. ولم يعد من الممكن العثور على أعمالهم في المكتبات أو في المناهج الدراسية في المدارس أو الجامعات. كما تم إرسال بعضهم إلى المنفى (مثل والتر مهرينغ وأرنولد زويغ). وتم حرمان آخرون من جنسيتهم (مثل إرنست تولر وكورت توكولسكي) أو أجبروا على نفي أنفسهم من المجتمع (مثل إريش كاستنر). وبالنسبة لكتاب اخرين انتهى الاضطهاد النازي بالموت. وقد توفي بعضهم في معسكرات الاعتقال بسبب ظروف السجن أو أعدموا (مثل كارل فون أوسيتسكي وإريش محسام وجيرترود كولمار وجاكوب فان هوديس وبول كورنفيلد وأرنو نادل وجورج هيرمان وتيودور وولف وآدم وكوخوف، ورودولف هيلفردينغ). وقد تألم المؤلفون المنفيون وانتحروا، على سبيل المثال: والتر هاسينكليفر، وإرنست فايس، وكارل أينشتاين، والتر بنجامين، وإرنست تولر، وستيفان زويغ.
كتب هاينريش هاين في مسرحيته الشهيرة ألانسور، «حيث يحرقون الكتب، سوف يقومون في النهاية أيضا بحرق الناس».

## التخلص من النازية
في عام 1946، وضعت سلطات الاحتلال قائمة من أكثر من 30,000 من عناوين الكتب، بدءا من الكتب المدرسية إلى الشعر، بما في ذلك أعمال من قبل مؤلفين مثل فون كلوزفيتز. وتمت مصادرة ملايين النسخ من هذه الكتب وتدميرها. واعترف ممثل المديريةالعسكرية بأن الأمر من حيث المبدأ لا يختلف عن حرق الكتب النازية.
كانت الأعمال الفنية تخضع لنفس الرقابة التي تمارسها وسائل الإعلام الأخرى؛
«جميع مجموعات الأعمال الفنية ذات الصلة أو المكرسة لإدامة النزعة العسكرية الألمانية أو النازية ستغلق بشكل دائم وتحتجز».
وقد تم تفسير هذه التعليمات بشكل واسع جدا، مما أدى إلى تدمير الآلاف من اللوحات والآلاف تم شحنها إلى الودائع فيالولايات المتحدة. وتشمل اللوحات المصادرة التي لا تزال موجودة في الحجزالأمريكي، على سبيل المثال، لوحة "تصور زوجين منالنساء في منتصف العمر يتحدثن في شارع مشمس في بلدة صغيرة ".

## ذكرى
مكافحة حرائق الكراهية: محرقة الكتب الأمريكية والنازية هو معرض موجود في متحف ذكرى الهولوكوست بالولايات المتحدة. من خلال الصور التاريخية والوثائق والأفلام، فإنه يستكشف كيف أصبح حرق الكتب رمزا قويا في معركة أمريكا ضد النازية ولماذا تستمر في صدى معالجمهور حتى يومنا هذا. في عام 2014، تم عرض المعرض في غرب فارجو، داكوتا الشمالية؛ دالاس،تكساس؛ وميسولا، مونتانا.
عندما ذهبت الكتب إلى الحرب (هوتون ميفلين هاركورت)، هو كتاب كتب بواسطة مولي غوبتيل مانينغ، يعرض تفاصيل حرق الكتب فيبرلين عام 1933 ويحكي قصة كيف استجابت أمريكا من خلال طباعة مئات الملايين من الكتب للأميركيين الذين يخدمون في الحرب العالمية الثانية.

## وصلات خارجية
- متحف ذكرى الهولوكوست بالولايات المتحدة - موسوعة المحرقة: حرق الكتب
- متحف ذكرى الهولوكوست بالولايات المتحدة - مكتبة المراجع: 1933 حرق الكتب
- المكتبة اليهودية الافتراضية - حرق الكتب
- "Fighting the Fires of Hate: America and the Nazi Book Burnings". Traveling exhibition produced by the متحف ذكرى الهولوكوست بالولايات المتحدة. مؤرشف من الأصل في 2019-08-13.